# Starfuckers, Inc.
Starfuckers, Inc è un singolo dei Nine Inch Nails, estratto dall'album The Fragile e pubblicato il 2 maggio 2000.
La canzone è stata nominata per i Grammy Award del 2000 nella categoria Best Metal Performance.
Il testo è una satirizzazione della fama e del successo dei personaggi famosi e star dello spettacolo.

## Tracce
1. "Starsuckers, Inc." [4:13]
2. "Starfuckers, Inc." [4:06]
3. "Starsuckers, Inc." (Video Version) [4:18]

## Video
Per il video, diretto da Robert Hales e Marilyn Manson, il titolo della canzone è stato modificato in "Starsuckers, Inc.". Anche il testo è stato leggermente modificato.
Una versione video della canzone dal vivo, con lo stesso Manson come ospite, è inoltre presente come Easter egg all'interno del DVD And All That Could Have Been.